# Fiònia
Fiònia (en danès Fyn) és una illa de Dinamarca situada al centre del país, separada de la península de Jutlàndia per l'estret del Petit Belt (Lillebælt) i de Sjælland pel Gran Belt (Storebælt), dos dels estrets danesos més importants que comuniquen la mar Bàltica amb el Kattegat al mar del Nord.
Administrativament forma part de la Regió de Syddanmark des del 2007, quan l'antic comtat de Fiònia va deixar d'existir com a conseqüència d'una reforma territorial. És la segona illa més gran de Dinamarca, amb 2.984,56 km², i té una població de 453.700 habitants (2009).
La ciutat més important és Odense (166.305 habitants el 2010), vila natal de Hans Christian Andersen. Una altra ciutat important és Svendborg.
Fiònia també és anomenada "El jardí de Dinamarca" per la seva natura ben cuidada.